# Ilori
Ilori (abchazsky: Елыр, gruzínsky ილორი – Ilori) je vesnice v Abcházii v Okresu Očamčyra. Nachází se jihovýchodně od okresního města Očamčyra. Ve vesnici žije 134 obyvatel, z nichž 46 % Abcházci jsou a 35 % Gruzínci. V rámci Abcházie má status obecního centra. Vesnice byla ve středověku důležitým centrem v západní Gruzii, nachází se zde středověký kostel z 11. století a také jedno ze 7 posvátných míst abchazského původního náboženství.

## Hranice
Na severu obec hraničí s obcemi Očamčyra, Pakuaš a Baslachu na jihovýchodě s obcí Ačguara a ze západu je omýván Černým mořem.

## Demografie
Ve vesnici žilo v roce 2011 1032 obyvatel, z nichž 46,3 % byli Abcházci, 35,1 % Gruzínci a 16,4 % Rusové. První dochované sčítání lidu zde proběhlo v roce 1886 a žilo zde 644 obyvatel z nichž 98,4% byli Samurzakánci a 1,6 % Gruzínci. V roce 1926 zde žilo 1871 obyvatel a 53,1 % byli Abcházci a 44,1 % Gruzínci . V roce 1959 už zde žilo 1 275 obyvatel ze kterých zde bylo nejvíc gruzínců a v roce 1989 2 099 obyvatel. Většina obyvatel odešla během války v letech 1992–1993.

## Historické dělení
Ilori se historicky dělí na tři části:
- Achuri
- Ilor – Agu
- Jelylyrcha
- Dzydachu
- Nagualou